# Léon III de Mingrélie
Léon III de Mingrélie (Levan III Dadiani géorgien : ლევან III დადიანი), né sous le nom de Shamadavle (შამადავლე) (mort en 1680) fut prince de Mingrélie, de la maison Dadiani, de 1661 à 1680. Son règne se déroule dans le contexte d'une série de guerres civiles qui déchirent la Géorgie occidentale pendant le règne de Bagrat V d'Iméréthie au cours desquelles Léon III perd le combat et sa propre épouse.

## Premières années
Shamadavle est le fils de Iese, frère de  Léon II de Mingrélie. En 1661, il est installé comme prince par le roi Vakhtang V de Karthli après l'éviction de son parent, Vameq III de Mingrélie. Après son couronnement, Shamadavle prend comme nom de règne celui de son oncle, Léon ou Levan et épouse en 1660 une nièce de Vakhtang, Thamar de Moukhran, fille de Constantin Ier de Moukhran.

## Guerres civiles
En 1663, Léon III tente de mettre à profit les intrigues de palais qui désole le royaume d'Iméréthie et attaque le roi  Bagrat V, qui avait épousé Titia la sœur aînée de Thamar. Léon est défait et fait prisonnier. Pendant sa captivité il est contraint de divorcer d'avec Thamar dont Bagrat fait sa nouvelle épouse. De plus, le prince de Mingrélie est obligé de se marier avec Tinatin la propre sœur de Bagrat, ancienne femme du noble Goshadze, que Léon suspectait d'adultère avec sa fille. Léon est libéré, mais il demeure très humilié de la perte de sa femme; et son animosité envers Bagrat s’accroît,.
En octobre 1672, Léon doit fait face à une invasion des troupes de l'Empire ottoman qui pillent la Mingrélie, mais échouent dans leur tentative de s'emparer de la forteresse de Rukhi, où le prince de Mingrélie s'est retranché. Cet épisode a pour témoin et est décrit par le voyageur français Jean Chardin. En 1678, Léon intervient de nouveau dans la guerre civile en Iméréthie, apportant son soutien au rival de  Bagrat V, Artchil, le fils de Vakhtang V de Kartli. Lorsque Bagrat est brièvement déposé, la reine  Thamar est capturée et renvoyée à Léon en  Mingrélie en 1678. L'année suivante, Bagrat reconquiert l'Iméréthie avec le concours d'auxiliaires  Ottomans qui razzient la Mingrélie, et récupère son épouse Thamar. Léon ne peut conserver son pouvoir qu'avec l'aide de Georges IV de Gourie, qui capture son fils et héritier Manuchar et le retient comme otage en gage de sa loyauté. Le règne de Léon III est de plus marqué par les expéditions de pillage des Abkhazes sur les régions frontalières de la Mingrélie
Léon III Dadiani meurt en 1680. Son héritier, Manuchar, est mis à mort  par Georges IV de Gourie qui tente en vain de s'emparer du contrôle de la  Mingrélie et Léon III à finalement comme successeur son fils naturel, Léon IV.

## Union et postérité
Léon III Dadiani a trois fils et une fille.
- Manuchar (vers 1663 – 1680), le seul fils de Léon III né de son union avec la princesse Thamar. Encore très jeune il est fiancé à la princesse Darejan d'Imerethie, fille du roi Archtil d'Imérethie, mais le mariage n'est pas consommé.
- Léon IV de Mingrélie, fils de Léon né de sa relation avec une concubine et son successeur comme prince de Mingrélie.
- Mzekhanum, seule fille de Léon, épouse le prince Katsia Chikovani, seigneur de Letchkhoumi.